# Antonio Palang
Antonio Pepito Palang SVD (ur. 13 czerwca 1946 w Concepcion, zm. 21 kwietnia 2021) – filipiński duchowny rzymskokatolicki, od 2002 do 2018 wikariusz apostolski San Jose in Mindoro.

## Życiorys
Święcenia kapłańskie przyjął 8 lipca 1972 w Zgromadzeniu Słowa Bożego. Był m.in. prefektem i ojcem duchownym niższego seminarium w Calapan, ojcem duchownym seminarium w Tagaytay (1995-1998), a także administratorem apostolskim wikariatu San Jose in Mindoro (2000-2002).
25 marca 2002 papież Jan Paweł II mianował go wikariuszem apostolskim San Jose in Mindoro oraz biskupem tytularnym Thuburbo Minus. Sakry biskupiej udzielił mu 31 maja 2002 abp Antonio Franco.
17 marca 2018 papież Franciszek przyjął jego rezygnację z urzędu.